# 50 halerzy czechosłowackich (1921)

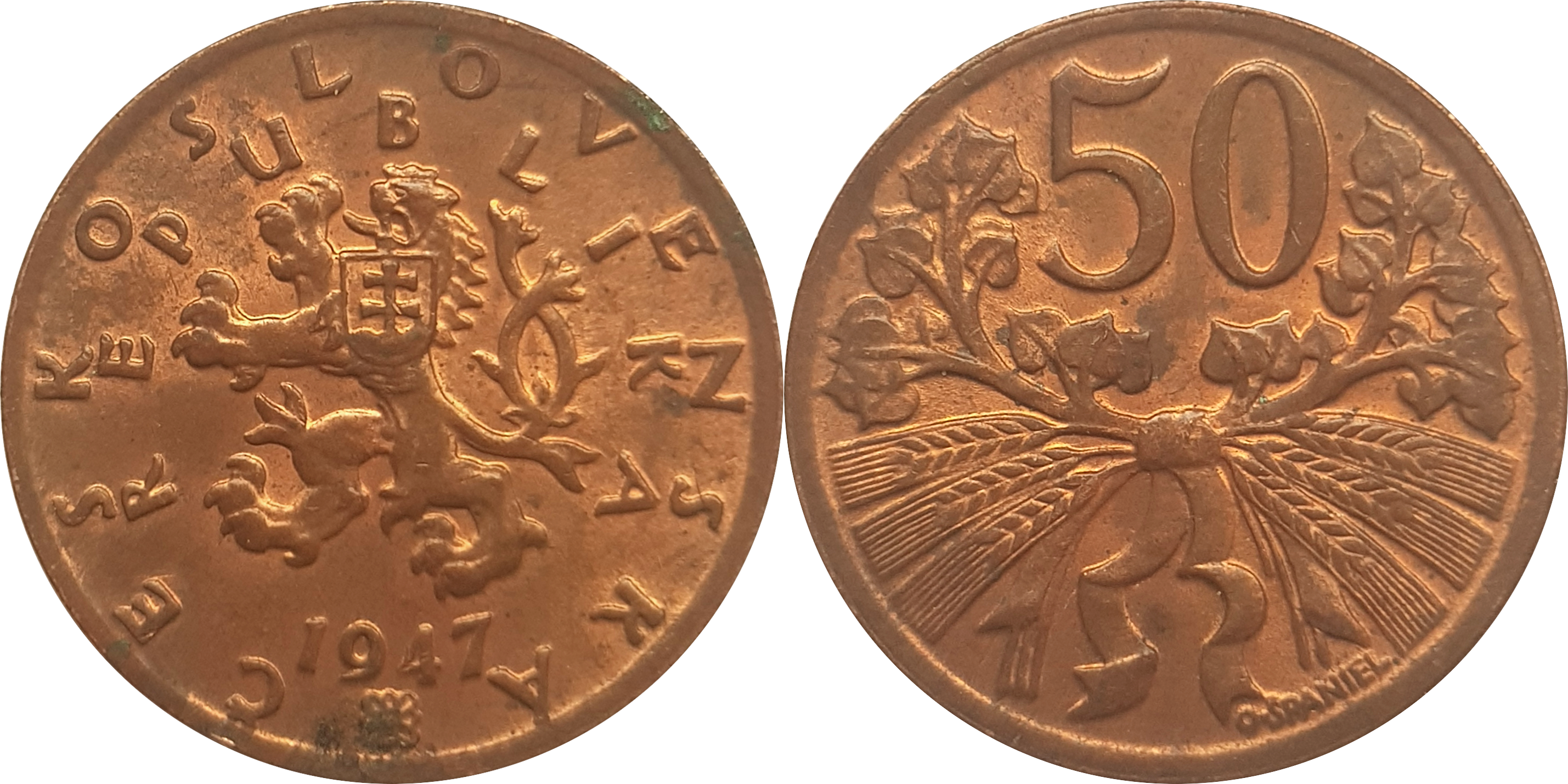
1947-1950

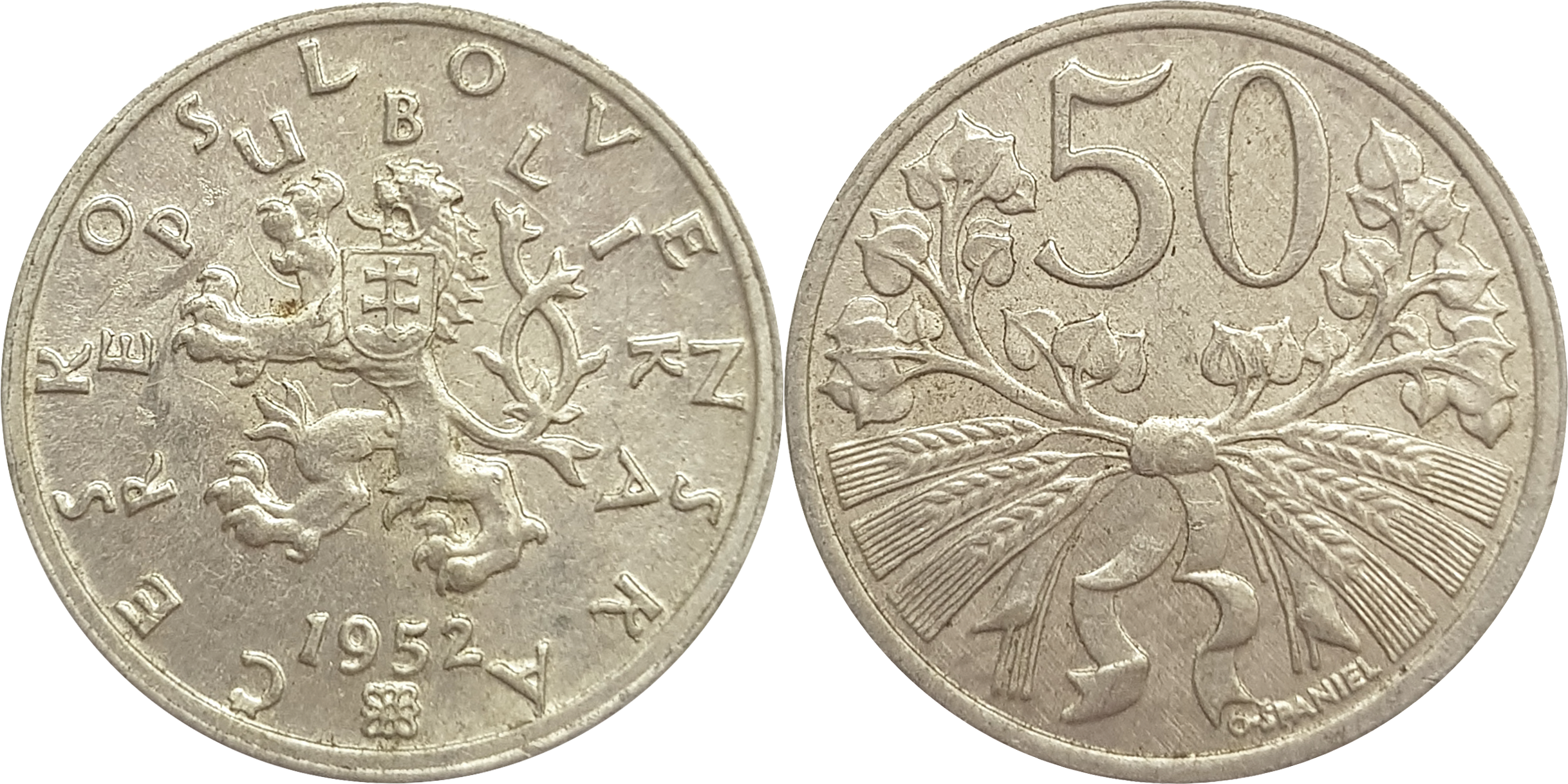
1951-1953

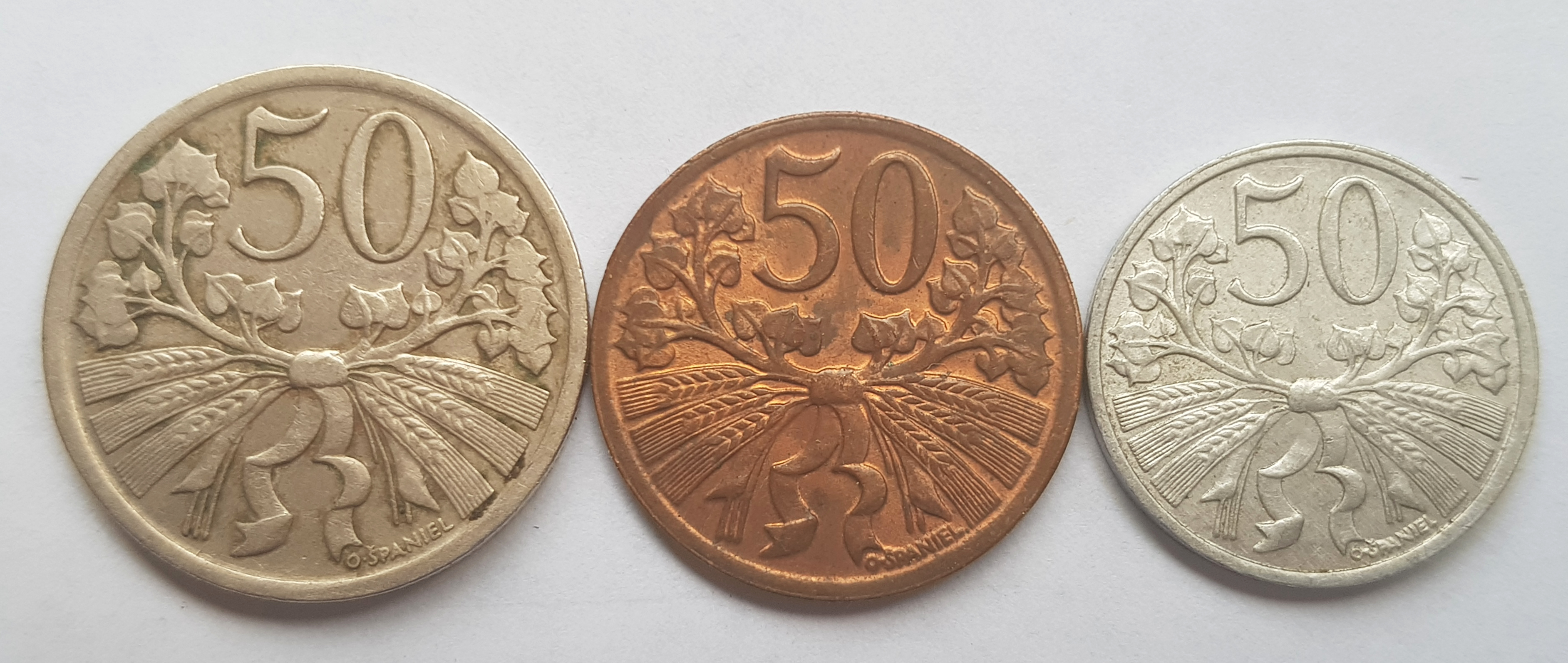
Porównanie wielkości monet z kolejnych serii

50 halerzy (cz. 50 haléřů, słow. 50 halierov) – czechosłowacka moneta obiegowa o nominale 50 halerzy wyemitowana w 1922 roku a wycofana ostatecznie w roku 1953. W tym czasie bita była w trzech różnych stopach metalu i trzech rozmiarach. Obie strony monety zostały zaprojektowane przez Otakara Španiela.

## Wzór
W centralnej części awersu umieszczono pochodzące z małego herbu Czechosłowacji godło państwowe – heraldycznego wspiętego lwa w koronie o podwójnym ogonie. Na jego piersi znajdował się herb Słowacji – podwójny krzyż na trójwzgórzu. Wokół, w dwóch rzędach zapisano legendę. W wewnętrznym pierścieniu znalazła się inskrypcja „REPUBLIKA” (zapisana wewnętrznie) a poniżej rok bicia (zapisany zewnętrznie). Wzdłuż otoku zapisano natomiast wewnętrznie człon „ČESKOSLOVENSKÁ” rozdzielony u dołu ozdobnym symbolem kwiatowym.
Rewers monety przedstawiał symetrycznie ułożone i związane razem wstążką dwa pęki kłosów (po trzy sztuki każdy) oraz dwie lipowe gałązki. W górnej części monety znalazł się zapisany arabskimi cyframi nominał. W prawej dolnej części wzdłuż otoku umieszczono oznaczenie projektanta, napis „O • ŠPANIEL”.

## Nakład
Monety pięćdziesięciohalerzowe bito na mocy ustawy z dnia 1 marca 1921 r. o emisji drobnych monet. Początkowo wytwarzano je z miedzioniklu (MN20, 80% miedzi, 20% niklu), z krążków o masie 5 g (zgodnie z ustawą z kilograma surowca miało powstać 200 sztuk monet). Rozporządzeniem rządu z 16 lutego 1922 r. przewidziano, że do obiegu w formie monet o nominałach 20 i 50 h zostanie łącznie wprowadzonych maksymalnie 31 mln koron. Wzór monet oraz ich średnicę (22 mm) ustalono wydanym tego samego dnia zarządzeniem Urzędu Bankowego przy Ministerstwie Finansów. Monety te pozostawały w obiegu także po likwidacji państwa czechosłowackiego w 1939 roku. W Protektoracie Czech i Moraw uległy demonetyzacji z dniem 30 września 1941 r., choć dopuszczono możliwość ich wymiany w placówkach pocztowych i bankowych przez kolejne dwa miesiące. W Republice Słowackiej wycofano je z obiegu 31 maja 1941 r.
Miedzioniklowe monety o nominale 20 h bito w latach 1921–1927 (z wyjątkiem roku 1923) oraz w roku 1931, kiedy to wybito ich łącznie 61 mln sztuk. Ponadto już po upadku Czechosłowacji, w 1939 i 1940 roku kremnicka mennica korzystając ze starych stempli wyemitowała dalszy milion monet na potrzeby Protektoratu Czech i Moraw.
Po zakończeniu II wojny światowej monety te ponownie dopuszczono do obrotu na mocy zarządzenia Ministra Finansów z 4 lipca 1945 r. Począwszy od 1947 roku monety o takim samym wzorze bito w Kremnicy w mosiądzu (92% miedzi i 8% cynku). Krążek miał 18 mm średnicy i ważył 3 g. Wzór i rozpoczęcie emisji usankcjonowano zarządzeniem Ministra Finansów z 12  marca 1947 r. Mosiężne monety bito przez cztery lata, do roku 1950. Przez kolejne trzy lata pięćdziesięciohalerzówki nadal bito według trzydziestoletniego wzoru Španiela, jednak tym razem z aluminiowych krążków o średnicy 18 mm i masie 0,67 g. Wszystkie trzy typy monet z naręczem kłosów na rewersie zostały oficjalnie wycofane z obrotu wraz z wejściem w życie ustawy o reformie walutowej z 30 maja 1953 r.
Łącznie wyemitowano nieco ponad 317 mln tych monet, w tym 62 mln miedzioniklowych, ok. 100 mln mosiężnych i ok. 155 mln aluminiowych.
| rok  | nakład     | stop          |                   |
| ---- | ---------- | ------------- | ----------------- |
| 1921 | 3 000      | miedzionikiel | [ 1 ] [ 4 ] [ 5 ] |
| 1922 | 37 000     | miedzionikiel | [ 1 ] [ 4 ] [ 5 ] |
| 1924 | 10 000     | miedzionikiel | [ 1 ] [ 4 ] [ 5 ] |
| 1925 | 1 415 000  | miedzionikiel | [ 1 ] [ 4 ] [ 5 ] |
| 1926 | 1 585 000  | miedzionikiel | [ 1 ] [ 4 ] [ 5 ] |
| 1927 | 2 000      | miedzionikiel | [ 1 ] [ 4 ] [ 5 ] |
| 1931 | 6 000      | miedzionikiel | [ 1 ] [ 4 ] [ 5 ] |
| 1939 | 500 000    | miedzionikiel | [ 15 ] [ 16 ]     |
| 1940 | 500 000    | miedzionikiel | [ 15 ] [ 16 ]     |
|      |            |               |                   |
| 1947 | 50 000     | mosiądz       | [ 2 ] [ 5 ] [ 6 ] |
| 1948 | 20 000     | mosiądz       | [ 2 ] [ 5 ] [ 6 ] |
| 1949 | 12 715 000 | mosiądz       | [ 2 ] [ 5 ] [ 6 ] |
| 1950 | 17 415 000 | mosiądz       | [ 2 ] [ 5 ] [ 6 ] |
|      |            |               |                   |
| 1951 | 60 000     | aluminium     | [ 3 ] [ 5 ] [ 7 ] |
| 1952 | 60 000     | aluminium     | [ 3 ] [ 5 ] [ 7 ] |
| 1953 | 34 920 000 | aluminium     | [ 3 ] [ 5 ] [ 7 ] |